# Horacio Podestá
Horacio Podestá (26. juli 1911 - 15. juli 1999) var en argentinsk roer, født i Buenos Aires.
Podestá var en del af den argentinske toer uden styrmand, der vandt bronze ved OL 1936 i Berlin. Hans makker i båden var Julio Curatella. Argentinerne blev besejret af tyskerne Willi Eichhorn og Hugo Strauß, der vandt guld, mens danske Harry Larsen og Peter Richard Olsen fik sølv. Det var den eneste udgave af OL han deltog i.

## OL-medaljer
- 1936:  Bronze i toer uden styrmand